# Asuka-kyō
Asuka-kyō (japanisch 飛鳥京, auch: Asuka no miyako, deutsch Kaiserliche Residenzstadt Asuka) bzw. Asuka (あすか, 飛鳥, 明日香, 安宿, 阿須賀, 阿須可, 安須可 u. a.) war während der nach ihr benannten Asuka-Zeit mehrere Male der Sitz des Tennō und damit Hauptstadt Japans. Sie befand sich im heutigen Dorf Asuka in der Präfektur Nara.

## Geschichte
Nach den Aufzeichnungen waren schon vor der Asuka-Zeit die Paläste des Ōjin-tennō (270–310), des Ingyō-tennō (411–453), des Kenzō-tennō (485–487) und des Senka-tennō (535–539) in Asuka und Asuka somit Hauptstadt.

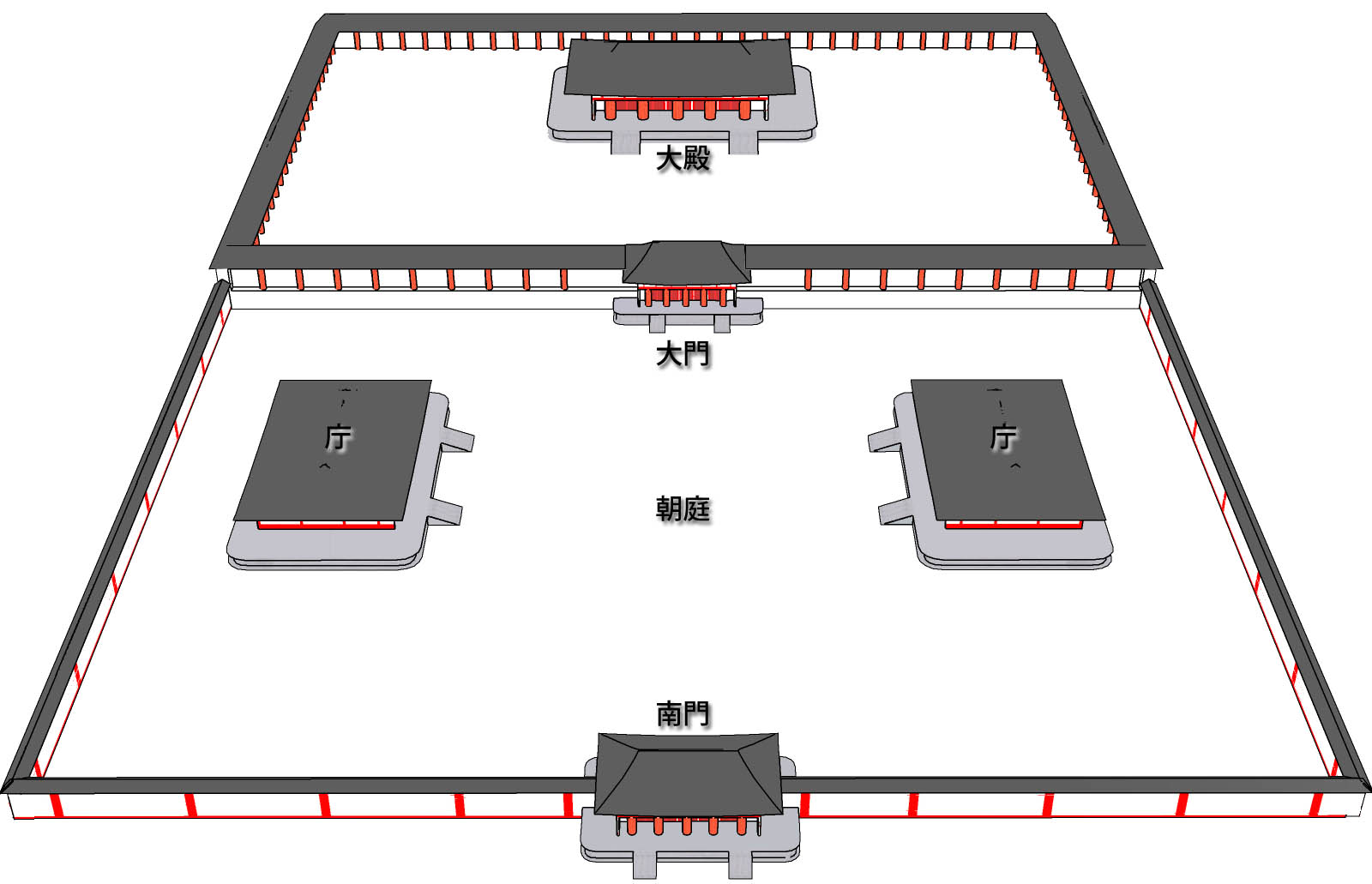
Plan des Oharida-Palastes

Vor dem Taihō-Kodex (701) wurde der Todesort eines Tennō als unrein angesehen und der neue Tennō bezog stets auch einen neuen Palast. Nach dem Tode des Sushun-tennō, wurde 592 die neue Suiko-tennō im Toyura-Palast (豊浦宮, Toyura no miya, 34° 28′ 56,2″ N, 135° 48′ 47,1″ O) in Asuka inthronisiert und führte von hier aus die Amtsgeschäfte, womit Asuka Naniwa-kyō (heutiges Osaka) als Hauptstadt ablöste. 
603 wurden die Regierungsgeschäfte in den Oharida-Palast (小墾田宮, Oharida no miya, 34° 29′ 2″ N, 135° 48′ 45,8″ O) verlegt und der Toyura-Palast wurde von Soga no Umako in das Nonnenkloster Toyura-dera (豊浦寺) umfunktioniert. 
Der Jomei-tennō zog 630 in den Okamoto-Palast (岡本宮, Okamoto no miya) und als dieser 636 abbrannte in den Tanaka-Palast (田中宮, Tanaka no miya). 640 zog er erst für 8 Monate in den Umayasaka-Palast (厩坂宮, Umayasaka no miya) und dann in den Kudara-Palast (百済宮, Kudara no miya) außerhalb Asukas im heutigen Kōryō. 
Mit der Inthronisation der Kōgyoku-tennō 642 zog diese in den Itabuki-Palast (板葺宮, Itabuki no miya). Ihr Nachfolger der Kōtoku-tennō verlegte 645 die Hauptstadt zurück nach Naniwa-kyō in den Naniwa Nagara-Toyosaki-Palast (難波長柄豊崎宮, Naniwa Nagara Toyosaki no miya), auch (Früher) Naniwa-Palast ((前期)難波宮, (zenki) Naniwa no miya) genannt, im heutigen Chūō-ku, Osaka. 654 starb dieser Tennō in diesem Naniwa-Palast. Die frühere Kōgyoku-tennō, nun unter dem Namen Saimei, zog zurück in den Itabuki-Palast. Nach dem Nihonshoki brannte dieser aber im Winter 655 ab, so dass kurzfristig der Kawara-Palast (川原宮, Kawara no miya, 34° 28′ 20″ N, 135° 49′ 2,3″ O) und 656 der Späte Okamoto-Palast (後岡本宮, Nochi no Okamoto no miya) bezogen wurde. Der Kawara-Palast wurde daraufhin in den Tempel Kawara-dera (川原寺) umgewandelt. 
Als der koreanische Verbündete Baekje von Silla und Tang-China angegriffen wurde, leistete die Tennō militärische Hilfe und verlegte 661 den Regierungssitz in das Korea näher gelegene Asakura auf Kyūshū in den Asakura Tachibana-no-Hironiwa-Palast (朝倉橘広庭宮, Asakura no Tachibana no Hironiwa no miya). Da 663 Japan und Baekje in der Schlacht von Hakusukinoe vernichtend geschlagen wurden, ließ der neue Tenji-tennō aus Furcht vor einer Invasion die japanischen Küsten befestigen, Festungen bauen und verlegte 667 die Hauptstadt in das Hinterland nach Ōmi-kyō (heutiges Ōtsu) am Biwa-See. 
Nach der kurzen 8-monatigen Herrschaft des Kōbun-tennō verlegte der neue Temmu-tennō 672 die Hauptstadt wieder zurück nach Asuka, zuerst in den Shima-Palast (嶋宮, Shima no miya), dann in den Okamoto-Palast und zuletzt im selben Jahr in den Asuka Kiyomihara-Palast (飛鳥浄御原宮, Asuka Kiyomihara no miya). Mit der Thronbesteigung der Jitō-tennō 694 und der Verlegung der Hauptstadt nach Fujiwara-kyō wurde Asuka dauerhaft als Regierungssitz aufgegeben.

## Etymologie
Die genaue Bedeutung des Namens ist unklar, da auch die Schreibweisen mit Kanji lediglich die Aussprache wiedergeben. Einerseits wurden Kanji benutzt, die vor der Entwicklung der japanischen Silbenschriften Katakana und Hiragana für die 3 Laute a, su und ka verwendet wurden, wie bei 阿須賀, 阿須可, 安須可, andererseits aber auch homophone Kanji mit angenehmen Bedeutungen, wie bei 明日香 (asu-ka, wörtlich: der Duft von Morgen) oder 安宿 (a-suka, wörtlich: friedliche Herberge).
Die gängige Schreibweise als 飛鳥 stammt aus verschiedenen Gedichten im Man’yōshū (z. B. Band 1, Gedicht 78 und Band 2, Gedicht 194 in der Nishi-Hongan-ji-Fassung). Dort wurde es in der Form 飛鳥 明日香 (moderne Schreibweise: 飛ぶ鳥の明日香, tobu tori no Asuka, dt. „der fliegenden Vögel Asuka“) als Beiname zu dem als 明日香 geschriebenen Asuka gebraucht. Der Beiname wurde dann im späteren Verlauf statt tobu tori, selber als Asuka ausgesprochen.
Eine Theorie leitet Asuka von isuka ab, dem japanischen Namen des Fichtenkreuzschnabels, und bezieht sich damit direkt auf den Beinamen.
Nach einer weiteren bezeichnet Asuka die Landschaftsform, z. B. suka (洲処) für „Ort mit Sandbank“ oder asu (崩地) für „eingefallener Erdboden“ und ka (処) für „Ort“, sowie weitere Varianten.

## Archäologisches

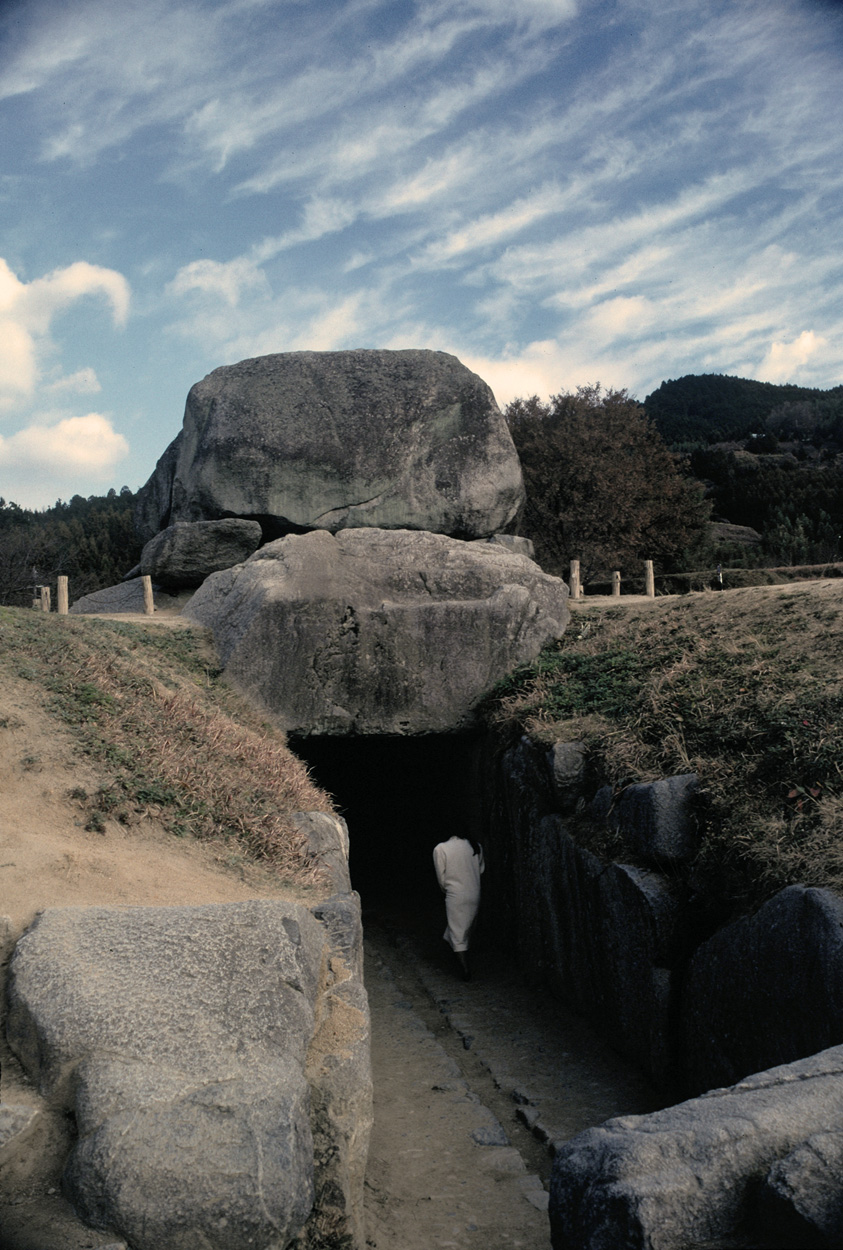
Ishibutai-Kofun in Asuka: Die vermutete Grabstätte von Soga no Umako

Das Gebiet der ehemaligen Hauptstadt ist eine wichtige Ausgrabungsstätte. So wurden hier Wado-Münzen gefunden, die als die ältesten Münzen Japans gelten, sowie Malereien in den Kitora-Gräbern ausgegraben.
1933 wurde der Ishibutai-Kofun ausgegraben, der das vermutete Grabmal von Soga no Umako ist. 2004 wurde in der Nachbarschaft des Kofun das Hauptgebäude eines Adelssitzes gefunden. Aufgrund dieser Nähe wird angenommen, dass es ebenfalls zu Soga no Umako gehörte.

## Belege
1. ↑  Asuka Historical Museum: The Asuka Palaces
2. ↑  池田 末則, 横田 健一 編: 日本歴史地名大系(30). 奈良県の地名. (Ikeda Suenori, Yokota Ken’ichi (Hrsg.): Nihon rekishi chimei taikei (30): Nara-ken no chimei, wörtlich: Abriss der Geschichte japanischer Ortsnamen (30): Ortsnamen der Präfektur Nara), Heibonsha, 1981, S. 263, ISBN 4-582-91014-9

- Karte mit allen Koordinaten:
- OSM |
- WikiMap